# Theodor Scherer-Boccard

Theodor Scherer-Boccard

Theodor Scherer-Boccard (* 13. Mai 1816 in Dornach, Kanton Solothurn; † 6. Februar 1885 in Solothurn) war ein Schweizer Publizist, Verleger und Politiker. Der 1852 von Papst Pius IX. in den erblichen römischen Grafenstand erhobene Scherer-Boccard war ein führender Vertreter des Katholizismus im Kanton Solothurn. Seine ultramontanen, auf die Weisungen der päpstlichen Kurie gestützten Positionen vertrat er auch auf nationaler Ebene, unter anderem als Redaktor der Schweizerischen Kirchenzeitung und Mitgründer des schweizerischen Piusvereins.

## Leben

### Jugend, erste politische und publizistische Tätigkeit

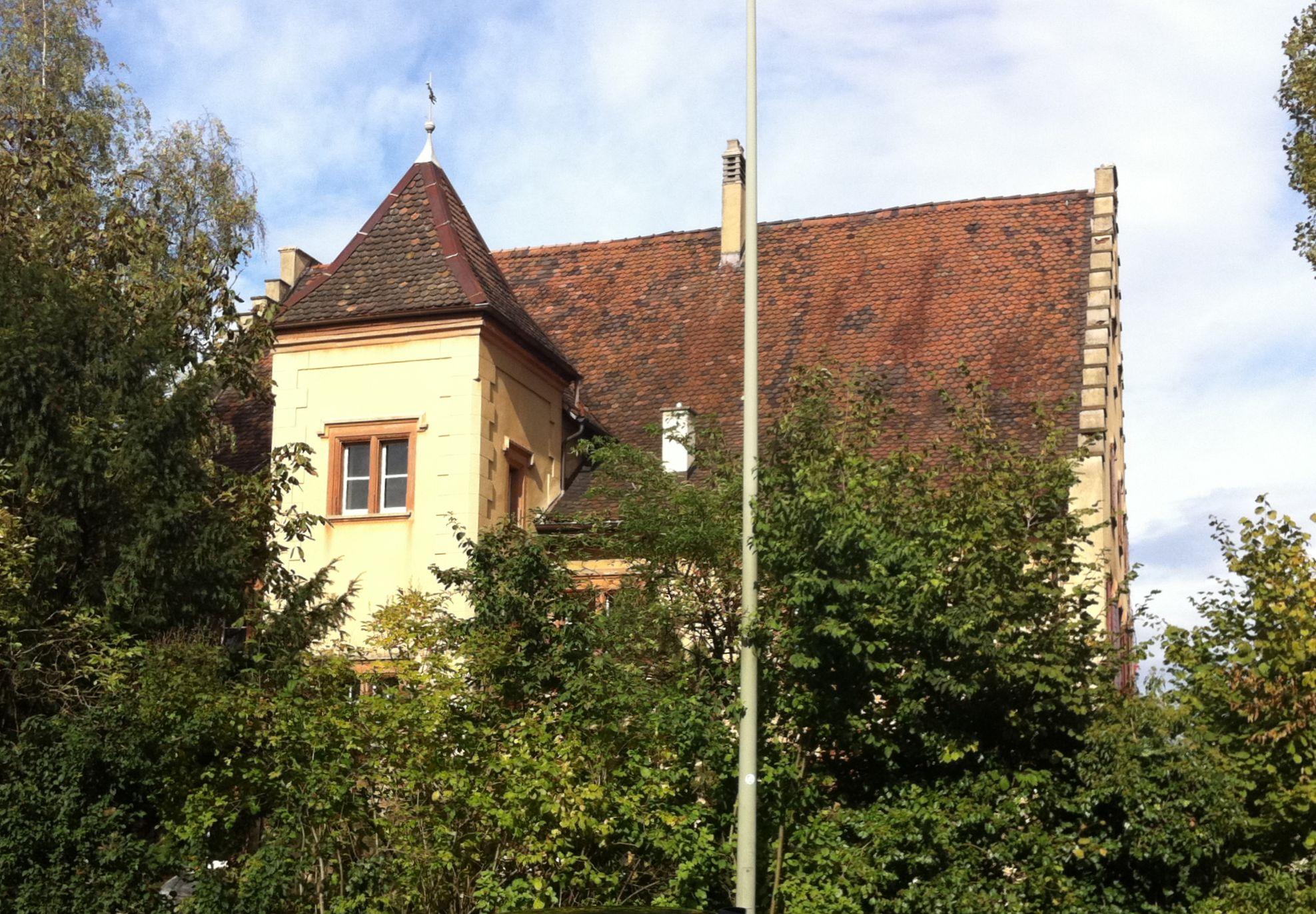
Das alte Amtshaus Dornachbrugg, Aufnahme 2012

Theodor Scherer wurde in ein altes, wohlhabendes Bürgergeschlecht der Stadt Solothurn geboren. Sein Vater Franz Philipp Scherer war solothurnischer Ratsherr und Oberamtmann von Dorneck-Thierstein. Als solcher residierte er im Amtshaus oder «Schlosshof» im Dornacher Ortsteil Dornachbrugg, das somit zu Theodor Scherers Geburtshaus wurde. Scherers Mutter Maria Rosa entstammte der ursprünglich französischen Glaserfamilie Gressly, die infolge der Französischen Revolution in die Schweiz ausgewandert war. Sie war eine Nichte des Geologen Amanz Gressly. Beide Elternteile waren intensiv praktizierende Katholiken. Der Geistliche Johann Georg Mayer beschreibt den Vater in seiner Scherer-Biographie als engen Freund des Mariasteiner Abtes Placidus Ackermann und zeichnet die Mutter als eine Frau, die mit ihren Kindern häufig nach Mariastein pilgerte, wo sie erklärte, «ihre Kinder lieber durch einen frühen Tod, jetzt in ihrer Unschuld, als später durch ein sündhaftes Leben für die Ewigkeit zu verlieren». Theodors älterer Bruder Franz verstarb im Alter von zwölf Jahren an Scharlach. In der Folge verlegte die Familie ihren Wohnsitz von Dornach zunächst nach Olten, später nach Solothurn, wo Scherers Schwester Virginie geboren wurde. In Solothurn besuchte Theodor Scherer das Gymnasium und das daran anschliessende Lyzeum. Seine Studien setzte er bei den Jesuiten in Freiburg im Breisgau fort. Obwohl er sich auch zum Priesterstand hingezogen fühlte, beschritt er schliesslich einen weltlichen Lebensweg. Scherers Weltanschauung wird vom Historiker Peter Stadler als «früh fixiert» bezeichnet.
Scherer plante 1836 ein rechtswissenschaftliches Studium mit Aufenthalten in München und Paris, kehrte jedoch stattdessen nach Solothurn zurück, um seinen erkrankten Vater zu unterstützen. Dort gründete er als erst Zwanzigjähriger die erste konservative Zeitung des Kantons, die Schildwache am Jura, die «als konservatives Blatt von aggressivem Ton der Solothurner Regierung alsbald zu schaffen machte», wie Stadler in seiner Untersuchung zum Kulturkampf in der Schweiz schrieb. Am 27. Februar 1837 wurde Scherer bei den «Kollegienwahlen» (indirekte Wahl durch Wahlmänner) in den Grossen Rat des Kantons Solothurn gewählt, dem er bis 1841 angehörte. In dieser Zeit betrieb er ein politisches «Korrespondenzbureau», mit dem er Verbindungen zu katholischen und protestantischen konservativen Kräften sowohl in der Schweiz als auch im Ausland aufbaute.

### Verfassungsstreit und Folgen
Die liberale Solothurner Verfassung von 1831, die repräsentativ-demokratischen Prinzipien folgte, erlaubte eine Revision erst nach Ablauf von zehn Jahren. Eine solche Revision wurde für 1841 allgemein erwartet, da die Volksrechte in der Verfassung von 1831 noch relativ schwach ausgebaut waren. Wie auch in anderen Kantonen (Bern, Zürich, Luzern und Aargau) nahmen im Kanton Solothurn mit der nahenden Revision die Unruhen zu. Die konservativ-ultramontane Opposition, der Scherer angehörte, sah die altliberale Partei, die Ende 1830 die Herrschaft des solothurnischen Patriziats beendet hatte, nun als «beharrendes Element» an, während den Liberalen die konservativen Forderungen nach Autonomie der Gemeinden und nach direkten Wahlen suspekt waren. Das sogenannte «Volksveto» wurde laut Mayer «durch Scherer vorgeschlagen und verteidigt». Nachdem im solothurnischen Grossen Rat am 19. Dezember 1840 eine Verfassung im Sinne der Regierung – ohne das Volksveto – angenommen worden war, spitzte sich der Konflikt vor der am 10. Januar 1841 anstehenden Volksabstimmung über die Verfassung zu. Während Scherer und der radikal-liberale Urs Joseph Hammer dafür eingetreten waren, dass im Fall einer Ablehnung eine neue Verfassung auszuarbeiten sei, beschloss der Grosse Rat, dass in diesem Fall die alte Verfassung für weitere zehn Jahre in Kraft bleiben solle. Somit hatte die Opposition nur die Wahl zwischen der alten und einer ihres Erachtens ungenügenden neuen Verfassung. Dies führte zu Flugblattkampagnen gegen den Verfassungsentwurf und gegen die Regierung. Am 2. Januar 1841 trafen sich in Mümliswil führende Männer der Revisionsbewegung und unterzeichneten einen Aufruf an das Solothurner Volk, die Verfassung abzulehnen. Scherers Unterschrift stand an dritter Stelle nach Ratsherr Leonz Gugger und dem Grossrat Friedrich Glutz von Blotzheim. Im Anschluss daran häuften sich die Putschgerüchte. Bevor der Aufruf von Mümliswil, die «Mümliswiler-Adresse», aber breit gestreut werden konnte, schlug die Regierung zu und liess am 5. und 6. Januar 1841 führende Persönlichkeiten der Opposition verhaften, unter ihnen auch Scherer. Sie liess die «Schildwache» und das Korrespondenzbureau polizeilich schliessen und klagte den inhaftierten Scherer des Hochverrats an. In der Volksabstimmung vom 10. Januar wurde die Verfassung angenommen.
Scherer und andere führende Persönlichkeiten der Opposition konnten das Gefängnis nach mehreren Monaten vorerst verlassen, um an der konstituierenden Versammlung des Grossen Rates teilzunehmen, in den sie erneut gewählt worden waren. Der erkrankte Scherer begab sich in der Folge zu einem Erholungsaufenthalt ins Birstal, wo ihn die Nachricht erreichte, dass ihm die erneute Verhaftung drohe. Sollte er als Hochverräter verurteilt werden, konnte eine lebenslängliche Kettenstrafe oder sogar die Todesstrafe verhängt werden. In der Folge flüchtete Scherer über Basel zunächst nach Frankreich und hielt sich in Paris auf. Indessen war im Kanton Luzern eine konservative Regierung an die Macht gelangt, die nun eine katholische Zeitung schaffen wollte und Scherer zu diesem Zweck als deren Direktor nach Luzern einlud. Scherer folgte diesem Ruf, ging nach Luzern und gründete dort mit anderen die Staatszeitung der katholischen Schweiz. Am 11. April 1843 verlieh ihm die Universität Würzburg den Titel des Doktors beider Rechte für sein Werk Revoluzion und Restaurazion der Staatswissenschaft.
Am 23. Juni 1843 wurde in Solothurn das Urteil über Scherer und seine zehn Mitangeklagten gefällt. Der Ankläger hatte für sämtliche Angeklagten die Todesstrafe gefordert. Das Gericht jedoch erklärte den Prozess als «nur polizeilicher Natur», wonach Scherer zu 11 Monaten Staatsgefängnis verurteilt wurde. Auch die anderen Angeklagten erhielten ähnliche Gefängnisstrafen. Scherer verliess Luzern im November 1843, um in Solothurn seine Haftstrafe anzutreten; laut Johann Georg Mayer, da sein wiederum erkrankter Vater Scherers Rückkehr nach Solothurn gewünscht hatte. Der Vater erwirkte denn auch durch ein Bittgesuch die Entlassung Scherers bereits am 28. Februar 1844.
Bis zum Tode seines Vaters am 14. Dezember 1844 blieb Scherer noch bei seiner Familie in Solothurn, wo er auch in enger Verbindung zum konservativen Staatsrechtler Karl Ludwig von Haller stand, der ihm zum «Mentor und Ideenspender» wurde. Danach siedelte er auf Einladung des ultramontanen Luzerner Regierungsrats Constantin Siegwart-Müller mit Mutter und Schwester nach Luzern über, wo er eine Stelle als Kabinettssekretär Siegwart-Müllers antrat. In der Zeit des Sonderbunds war Scherer mit der diplomatischen Korrespondenz Siegwart-Müllers, der dem Kriegsrat des Sonderbunds vorsass, betraut. Daneben war er in der Sonderbundszeit Berichterstatter der Augsburger Allgemeinen Zeitung für die katholische Schweiz; seine Artikel für diese Zeitung waren mit † oder †† gezeichnet.

### Nach dem Sonderbundskrieg

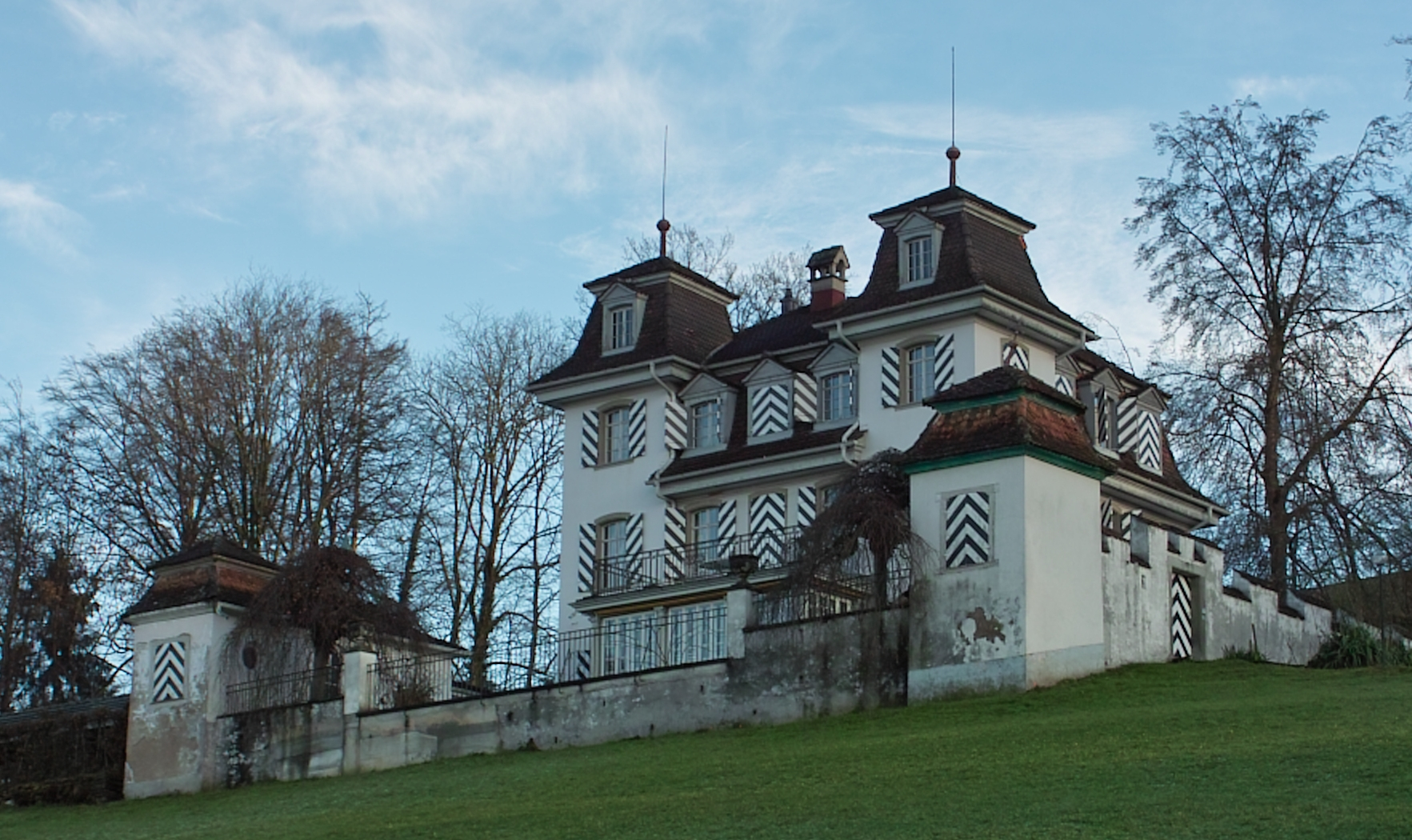
Landsitz Hünenberg, Aufnahme 2013

Der Sieg der liberalen Kantone im Sonderbundskrieg beendete die politische Karriere sowohl Siegwart-Müllers als auch Scherers. Scherer, seine Mutter und seine Schwester zogen zurück nach Solothurn. Er konzentrierte sich nun ganz auf seine publizistische Tätigkeit für den Schweizer Katholizismus, besonders als Redaktor der Schweizerischen Kirchenzeitung (1855–1880). Die politischen Verhältnisse in der Schweiz nach 1848 wurden von Scherer grundsätzlich abgelehnt – Peter Stadler vermutet, dass auch dies dazu beigetragen hat, dass er sich in keiner politischen Laufbahn mehr versuchte und zu keinen Parlamentswahlen mehr antrat. Jedenfalls stand seine Haltung, sich unter Verzicht auf eine politische Laufbahn in den Dienst der Kirche zu stellen, im Einklang mit einer allgemeinen Tendenz romtreuer Katholiken im Verlauf des 19. Jahrhunderts, so Alois Steiner in der Zeitschrift für Schweizerische Kirchengeschichte.
Nach einer Reise nach Rom ernannte Papst Pius IX. Scherer am 18. Mai 1852 zum römischen Grafen. 1855 erwarb er das Schlösschen Hünenberg in der Gemeinde Ebikon bei Luzern, wo er anfänglich im Sommer und ab 1864 ganzjährig wohnte. Scherer war Mitbegründer einer Reihe katholischer Organisationen, so 1857 des schweizerischen Piusvereins, als dessen Präsident er in der Folge bis zu seinem Tod amtierte. Scherers Mutter starb 1859. 1868 heiratete er Marie Louise de Boccard, die aus dem Patriziergeschlecht de Boccard aus der Stadt Freiburg im Üechtland stammte, und nannte sich seither Scherer-Boccard. Die Ehe blieb kinderlos.
1874 war Scherer-Boccard am ersten Versuch der Gründung einer gesamtschweizerischen katholisch-konservativen Partei beteiligt, der jedoch erfolglos blieb. Die zu gründende Partei hätte nach Scherer-Boccards Ausführungen, die vom Historiker Urs Altermatt als «wegweisend» bezeichnet werden, bereits den Charakter einer Volkspartei auf demokratischer Grundlage erhalten. Die Gründung einer Konservativen Volkspartei, der späteren Christlichdemokratischen Volkspartei der Schweiz (CVP – heute Die Mitte), fand letztlich jedoch erst 1912 statt. Zu Scherers Lebzeiten standen der Parteigründung Widerstände altkonservativer Gruppen des katholisch-konservativen Lagers entgegen, nach deren Ansicht eine eidgenössische Partei die Handlungsfähigkeit der Fraktion gestört hätte.
Scherer-Boccard wohnte in den Jahren vor seinem Tod hauptsächlich in seinem Schlösschen in Ebikon. Ab Ende Dezember 1884 hielt er sich jedoch in seinem Solothurner Haus auf, wo er einen Hirnschlag erlitt, dessen Folgen er am 6. Februar 1885 erlag. Er wurde in Ingenbohl im Kanton Schwyz beigesetzt.

## Nachlass
Der mit Scherer befreundete Bischof Friedrich Fiala plante die Abfassung einer Schilderung von Scherers Leben und Werk, wofür ihm von Scherer selbst gesammeltes biographisches Material zur Verfügung stand. Fiala, der drei Jahre nach Scherer-Boccard starb, verwirklichte dieses Vorhaben jedoch nicht mehr. Nach dem Tode Fialas befand sich das Material zunächst im Besitz von Scherers Schwester Virginia, danach beim Churer Domherren Johann Georg Mayer, der sich des Materials für seine Scherer-Biographie bediente. Nach der Rückgabe durch Mayer befanden sich die Unterlagen zusammen mit weiterem Quellenmaterial unter dem Namen «Scherer-Boccardsches Familienarchiv» wieder in Solothurner Familienbesitz, bis sie schliesslich 1936 der Kantons- und Universitätsbibliothek Freiburg (KUB) geschenkt wurden. Der Nachlassbestand, der unter anderem Korrespondenz Scherers enthält, befindet sich nach wie vor in der KUB.

## Positionen
Scherer-Boccard vertrat zeitlebens einen strikten konservativen Katholizismus. Er bekannte sich früh dazu, «die Kirche überall vertheidigen, ihre Feinde überall angreifen» zu wollen und setzte diesen Kurs stetig fort, so auch in seinen späteren Jahren als Redaktor der Schweizerischen Kirchenzeitung, in der er eine «streng kirchliche Haltung» vertrat. In seinem Tagebuch schrieb Scherer-Boccard, als er 1881 nach 25 Jahren von der Redaktion der Kirchenzeitung zurücktrat:

«Es gereicht mir zum Troste, daß ich während meiner 25-jährigen Betheiligung nie mit der apostolischen Nuntiatur oder mit dem schweiz. Episcopat irgend einen grundsätzlichen Anstand hatte, sondern die Redaktion stets in der vollsten Übereinstimmung mit meinen kirchlichen Obern geführt habe. Et nunc dimittis servum tuum!»

In der 1832 gegründeten Kirchenzeitung, welche bereits von Beginn an Positionen des Antijudaismus vertreten hatte, häuften sich ab der 2. Hälfte der 1850er Jahre (Scherer war seit 1855 Redaktor) antisemitische Berichte. Die Kirchenzeitung wandte sich in dieser Zeit «dezidiert gegen den Prozess der Emanzipation der Juden».
Politisch strebte Scherer-Boccard einen «natürlich-geselligen Staatsaufbau» im Sinne Karl Ludwig von Hallers an, dessen Positionen er wenig verändert übernahm und wiederholte. Scherer wurde somit auch als «typischer Hallerjünger» bezeichnet. Ausgangspunkt des Konservatismus Scherers und Hallers sind die Ablehnung der Lehre vom Gesellschaftsvertrag (contrat social) der Aufklärung, an deren Stelle die Familie, in der Mutter und Kinder dem Vater gehorchen, da sie von ihm abhängig sind, als «Urbild des Staates» gesetzt wird. Der Einzelne dürfe dabei vom Staat nicht bevormundet werden, so Scherer in Übereinstimmung mit Haller, und die persönliche Freiheit müsse dem Staat heilig sein. Scherers Ansichten zum Wesen des Staates unterscheiden sich von jenen Hallers jedoch dadurch, dass Scherer den Staat als die «Vereinigung mehrerer Personen zur Sicherung ihrer angeborenen und erworbenen Rechte» definiert, während für Karl Ludwig von Haller als Verfechter des Gottesgnadentums des Herrschers der Staat nur eine Ansammlung von Privatrechten ist. Die Sicherung dieser Privatrechte ist nach Haller Sache des Herrschers und versteht sich daher von selbst. Scherer wie Haller sehen die Wohlfahrt nicht als Aufgabe des Staates an, vielmehr werde diese durch die Rechtssicherheit des Staates herbeigeführt.

## Rezeption
Die Rezeption von Scherers Werk und Wirken war zu seinen Lebzeiten und bis ins 20. Jahrhundert hinein stark von den jeweiligen politischen und religiösen Standpunkten derer, die sich mit Scherer auseinandersetzten, geprägt. So bezeichnete ihn der scharf anti-ultramontan eingestellte Anton Henne 1843 als «fanatischen Redaktor der Hallerschen Juraschildwache», während der badische Katholikenführer Heinrich von Andlaw Scherers Einsatz für die katholische Sache in einem offenen «Sendschreiben über die politische und religiöse Freiheit an den Grafen Theodor von Scherer» (1861) lobte. Domherr Johannes Mösch publizierte 1945 eine Broschüre Theodor Scherer und seine «Schildwache am Jura», die mit der Aussage endet, Scherer sei «ein ganzer Mann und ganzer Christ» gewesen.
Für Peter Stadler (1984) ist Scherer-Boccard die «Verkörperung eines ‹Ultramontanen› im damaligen Wortsinne». Auch der Historiker Urs Altermatt äusserte, dass Scherer-Boccard «wie kaum ein anderer Laie seiner Zeit» die «ultramontane Richtung im Katholizismus unseres Landes» personifiziert habe. Scherers schriftstellerisches Schaffen wird von Stadler nicht hoch bewertet; es fehle seinen Werken an Eigenständigkeit. Sie kämen «über Zitatsammlungen oder andächtige Gemeinplätze kaum hinaus», würden aber die «ungebrochene Einheitlichkeit» seines Ultramontanismus widerspiegeln.
Dass Scherer-Boccard die Demokratie befürwortete, sieht Stadler darin begründet, dass sie für ihn «ein Instrument gegen das verhasste Repräsentativsystem des Liberalismus» darstellte. Etwas anders fällt die Beurteilung durch den Historiker und christlichdemokratischen Politiker Thomas Wallner in der Geschichte des Kantons Solothurn (1992) aus, der von Scherers «vorausblickender Fortschrittlichkeit im Rahmen eines christlich-demokratischen Denkens» schreibt, wobei er darauf Bezug nimmt, dass Scherer-Boccard die demokratische Ordnung von 1831 (Sturz der patrizischen Herrschaft und liberal-demokratische Verfassung) grundsätzlich mitgetragen habe «und sogar dem ‹Weiblichen Geschlecht› einen Platz in der kantonalen Legislative zugestehen wollte». Auch Wallner zitiert jedoch Stadlers Schluss, wonach Scherers «ausgesprochener Sinn für politische Organisationsformen und für koordinierte Pressearbeit […] allerdings in einem gewissen Gegensatz zur Rückständigkeit seiner noch ganz in vorindustriellen Denkformen verharrenden Ideologie» stehe.

## Ehrungen und Auszeichnungen
- Ritter des Gregoriusordens (1843 durch Papst Gregor XVI.)
- Mitglied der Accademia dell’Arcadia (1845)
- Ritter des Ordens der hl. Mauritius und Lazarus (1847 durch König Karl Albert von Sardinien)
- Römischer Graf (1852 durch Papst Pius IX.)
- Ritter vom Heiligen Grab (1856 durch den lateinischen Patriarchen von Jerusalem Giuseppe Valerga)
- Ritter des Piusordens (1863 durch Papst Pius IX.)[52]

## Werke (Auswahl)

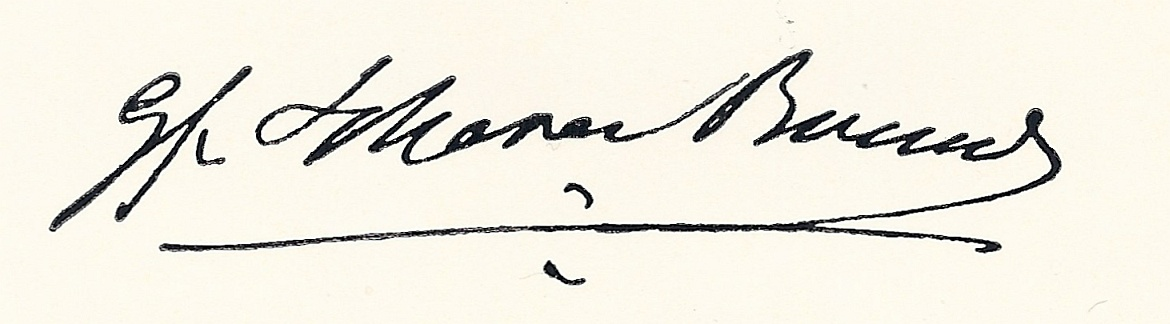
Unterschrift von Scherer-Boccard

Johann Georg Mayer führt 35 Schriften Scherers auf. Darunter befinden sich:
- Revoluzion und Restaurazion der Staatswissenschaft. Augsburg / Luzern 1842, 2. Aufl. 1845.
- Die fünfzehnjahrige Fehde der Revolution gegen die katholische Schweiz 1830–45. Luzern 1846.
- Das Verhältniss zwischen Kirche und Staat. Regensburg 1846, 2. Aufl. 1854.
- Die Reformbewegung unserer Zeit und das Christenthum. Augsburg 1848.
- Der heilige Vater. Betrachtungen über die Mission und die Verdienste des Papstthums. München 1850.
- Heidenthum und Christenthum betrachtet in den Monumenten des alten und neuen Roms. Schaffhausen 1853, 2. Aufl. 1880.
- Lebensbilder aus der Gesellschaft Jesu. Ein Beitrag zur Geschichte der katholischen Restauration. Schaffhausen 1854.
- Wiedereinführung des katholischen Kultus in der protestantischen Schweiz im neunzehnten Jahrhundert. Ingenbohl 1881.